# うまくいってる?
『うまくいってる?』（仏語 Comment ça va?）は、1975年（昭和50年）に、映画監督のジャン＝リュック・ゴダールとアンヌ＝マリー・ミエヴィルが共同監督したフランスの長篇映画である。1978年（昭和53年）にフランスと日本で公開された。日本での旧タイトルは『コマン・サ・ヴァ?』。

## 概要
1968年（昭和43年）8月の「商業映画との決別宣言」、同年のジャン＝ピエール・ゴラン、アンヌ・ヴィアゼムスキーらとの映画製作集団「ジガ・ヴェルトフ集団」の結党、1972年（昭和47年）の『ジェーンへの手紙』の完成をもっての同グループの解散、ヴィアゼムスキーとの別離をへて、ゴダールは、前作の『万事快調』（1972年）に初めて参加したアンヌ＝マリー・ミエヴィルとともに、1973年（昭和48年）、パリから、イゼール県グルノーブルに移住、「ソニマージュ」を起こした。
「ソニマージュ」での共同監督作の第1作が『パート2』（1975年）、第2作が本作『うまくいってる?』である。前作に引き続き、ゴダールの長篇デビュー作『勝手にしやがれ』を手がけたジョルジュ・ド・ボールガールがプロデュースをしている。
本作は、フランス共産党の反動性を告発する作品で、画面に映し出される映像と、画面の外で語られる音声の意味を分析することを観客に要求する映画である。
本作のフランスでの公開は製作の3年後の1978年（昭和58年）4月26日で、ボールガールは二度とゴダールに出資することはなかった。日本では早くも同年11月には『コマン・サ・ヴァ?』のタイトルで東京で上映され、2003年（平成15年）4月5日にハピネット・ピクチャーズとアニープラネットの共同配給で劇場公開され、2005年（平成17年）11月25日にはハピネット・ピクチャーズからDVDが発売された。

## ストーリー
ミシェル（ミシェル・マロ）は、フランス共産党系の新聞社の編集記者であり、共産党系組織であるフランス労働総同盟の職場代表である。共産党が情報をつくり出す過程を示すため、勤務先の新聞社と印刷所を撮るビデオ映画を構想していた。
現在のミシェルのタイピストのオデット（アンヌ＝マリー・ミエヴィル）は、クレディ・リヨネ情報処理部出身で、労働総同盟よりも過激なフランス民主労働同盟の元職場代表だった。ミシェルはオデットを共同製作者に迎え、ビデオ映画を製作する。製作途上のラッシュ映像を印刷所の地下室のモニターでプレヴューしながら、ミシェルとオデットは激しく論争することになる。

## スタッフ・キャスト
- 監督・脚本 : ジャン＝リュック・ゴダール、アンヌ＝マリー・ミエヴィル
- 音楽 : ジャン・シュヴァルツ
- 撮影 : ウィリアム・リュプチャンスキー
- 出演 :

アンヌ＝マリー・ミエヴィル（極左主義者オデット役）
ミシェル・マロ（共産党系新聞編集者ミシェル役）
- プロデューサー : ジョルジュ・ド・ボールガール、ジャン＝ピエール・ラッサム、ジャン＝リュック・ゴダール、アンヌ＝マリー・ミエヴィル
- 製作会社 : ベラ・プロデュクシオン、フランス国立視聴覚研究所（INA）、ソシエテ・ヌーヴェル・ド・シネマトグラフィ（SNC）、ソニマージュ

## 関連事項
- ジャン＝リュック・ゴダール監督作品一覧
- ソニマージュ

## 註
1. 1 2 3  キネマ旬報映画データベース内の「うまくいってる?」の項の記述を参照。